# Сериу
Сериу (порт. Sério) — муниципалитет в Бразилии, входит в штат Риу-Гранди-ду-Сул. Составная часть мезорегиона Восточно-центральная часть штата Риу-Гранди-ду-Сул. Входит в экономико-статистический микрорегион Лажеаду-Эстрела. Население составляет 2461 человек на 2006 год. Занимает площадь 99,721 км². Плотность населения — 24,7 чел./км².

## История
Город основан 20 марта 1992 года.

## Статистика
- Валовой внутренний продукт на 2003 составляет 23 271 072,00 реалов (данные: Бразильский институт географии и статистики).
- Валовой внутренний продукт на душу населения на 2003 составляет 9044,33 реалов (данные: Бразильский институт географии и статистики).
- Индекс развития человеческого потенциала на 2000 составляет 0,756 (данные: Программа развития ООН).

## География
Климат местности: умеренный.